# Luo
Luo, ribarski narod iz skupine Nilota naseljen u blizini Viktorijinog jezera u zapadnoj Keniji i sjevernoj Tanzaniji. Luo s preko 3,000,000 pripadnika čine 3. po veličini etničku grupu Kenije, odmah nakon Kikuyua i Luhya. Njihov istoimeni jezik član je južne podskupine luo jezika.
Uz ribolov Luo se bave i uzgojem stoke i poljodjelstvom, a neki su otišli za u potrazi za poslom u susjedne krajeve istočne Afrike. 
Tradicionalno svaka Luo skupina je autonomna politička jedinica kontrolirana kroz dominantni klan ili lozu i dio je veće teritorijalne jedinice, unutar koje međusobno kooperiraju, poglavica nemaju.
Postoji vjera u vrhovno biće kojeg nazivaju Nyasi ili Nyasaye. Dolaskom 21. stoljeća mnogi postaju kršćani, a ima i nešto muslimana.
Svakako je najpoznatija osoba koja vuče porijeklo iz ovog plemena Barack Obama, rođen u Honolulu, čija baka Sarah Hussein Obama i danas živi u luoskom selu Nyangoma Kogalo kod obale jezera Victoria.

## Vanjske poveznice
- Luo